# Wappen Islands
Das Wappen Islands wurde im Jahr 1944 eingeführt.

## Geschichte

Wappen Islands von ca. 930 bis 1262
Wappen der norwegischen Grafschaft Island ab 1262
Wappen unter der dänischen Herrschaft etwa vom 16. Jhd. bis 1903
Wappen während der Autonomie (Home Rule)
Wappen des Königreichs Island 1918 bis 1944
Wappen von König Christian X. von Island 1918 bis 1944 und Dänemark 1903 bis 1947. Island wird durch den silbernen Falken in der Ecke unten links dargestellt. Der Falke wurde 1948 vom dänischen Wappen entfernt.

Ein erstes Wappen ist aus der „norwegischen Zeit“ bekannt. Es bestand aus 12 waagerechten Streifen in Blau und Weiß. Später wurde ein roter Wappenschild mit einem silbernen Stockfisch unter einer Krone benutzt. Das heutige Staatswappen existiert seit dem 17. Juni 1944, dem Tag der Gründung der Republik Island. Dieser Tag ist gleichzeitig der Nationalfeiertag.

## Beschreibung

Flagge Islands

Es zeigt ein Wappen mit der isländischen Flagge, welches auf einer Felsenplatte als Postament steht. Das ist ein Hinweis auf die felsige Küste Islands. Es ist in Blau ein weiß gerandetes rotes Kreuz.
Daneben sind als Schildhalter rechts ein goldbewehrter Stier und ein Riese im silbernen Mantel mit goldenem Futter und gold-schwarzen Gürtel sich auf einen Stab stützend. Über den Wappenschild sind links ein rotgezungter und goldbewehrter Drache und rechts ein silberner goldbewehrter rotgezungter Adler angeordnet, als die legendären Beschützer Islands, wie in der Heimskringla-Saga beschrieben. Dieser Legende nach wollte Harald Blauzahn im 10. Jahrhundert Island erobern. Doch vier mächtige Schutzgeister – ein Riese mit einem Eisenstab im Süden, ein Stier im Westen, ein Adler im Norden, ein Drache im Osten – stellten sich ihm in den Weg und verwehrten ihm die Landung mit seinen Kriegsschiffen. In der Heraldik werden alle vier Wappenfiguren als Landwächter (isl.: Landvættir) bezeichnet.
Der "Adler" der landvættir wird im Isländischen nicht als "örn" (isl. für "Adler"), sondern als "gammur" bezeichnet, was der moderne isländische Begriff für "Geier" ist – auch wenn es keine Geier auf Island gibt. 